# Evangelista Torricelli
Evangelista Torricelli   (Roma, 15 d'octubre de 1608 - Florència, 25 d'octubre de 1647), fou un físic i matemàtic italià, conegut per ser l'inventor del baròmetre.

## Biografia i alguns descobriments
Tot i que algunes fonts indiquen que va néixer a Faenza, sembla que va néixer a Roma, a on s'havien traslladat els seus pares des de Faenza. Torricelli, es va quedar orfe de molt jove, i causa d'això va ser educat a Faenza sota la tutoria del seu oncle, Jacobo Torricelli, que era frare dels camaldulesos qui li va ensenyar humanitats. L'any 1627 va ser enviat a Roma per a estudiar ciències amb el benedicti Benedetto Castelli, professor de matemàtiques a la universitat La Sapienza i un dels primers deixebles de Galileu.
Des de 1633 fins a 1641 va estar al servei de l'antic secretari papal, Giovanni Ciampoli, que havia caigut en desgràcia per la seva amistat amb Galileu i la seva defensa de les idees galileanes.
La inspiració en alguns desenvolupaments dels principis mecànics en la seva obra De motu (publicat dins de la seva Opera Geometrica) la va treure d'una lectura molt acurada de l'obra Dialoghi delle nuove scienze (1638) de Galileu. El 1641, Castelli es va posar en contacte amb Galileu per a mostrar-li el seu treball i demanar-li que l'acollís, la proposta va ser acceptada per Galileu. Per aquesta raó Torricelli va haver de traslladar-se a Florència, on treballarà els tres últims mesos de copista de Galileu, abans que aquest morís. Després de la mort de Galileu, Torricelli, desitjava tornar a Roma, però va ser nomenat filòsof i matemàtic del gran duc, Ferran II de Mèdici, i professor de matemàtiques a l'Acadèmia de Florència i fou a Florència on s'establí definitivament.
El 1643 va realitzar el descobriment del principi del baròmetre, que demostrava l'existència de la pressió atmosfèrica. Per això, Torricelli va omplir de mercuri un tub d'aproximadament 1 m de llarg, (tancat per un dels extrems) i el va invertir sobre un cubeta plena de mercuri. Immediatament la columna de mercuri va baixar diversos centímetres, romanent estàtica a uns 76 cm. Torricelli va arribar a la conclusió que la columna de mercuri no queia pel fet que la pressió atmosfèrica exercida sobre la superfície del mercuri (i transmesa a tot el líquid i en totes direccions) era capaç d'equilibrar la pressió exercida pel seu pes. L'altura de la columna de mercuri (i el coneixement de la seva densitat) li va permetre calcular la pressió atmosfèrica. I, no solament això, sinó que va demostrar que el buit era possible, ja que el que quedava a la columna de mercuri per sobre del mercuri era: res.
Aquest principi va ser posteriorment confirmat per Blaise Pascal realitzant mesures a diverses altures. La unitat de pressió, el torr, es va anomenar així en la seva memòria. Va enunciar, a més, el teorema de Torricelli, que ha tingut una importància fonamental en hidràulica, segons el qual (sense tenir en compte l'efecte de fregament i resistència de desembocadura), un fluid es vessa per un petit orifici amb la mateixa velocitat que si caigués des de la superfície del líquid fins a l'orifici: Velocitat = {\displaystyle v={\sqrt {2gh}}}
La fórmula anterior serà vàlida si considerem que la velocitat de les partícules de la superfície del líquid és nul·la comparada amb la velocitat del fluid en aquest. La superfície del líquid i l'orifici està en contacte amb l'atmosfera.

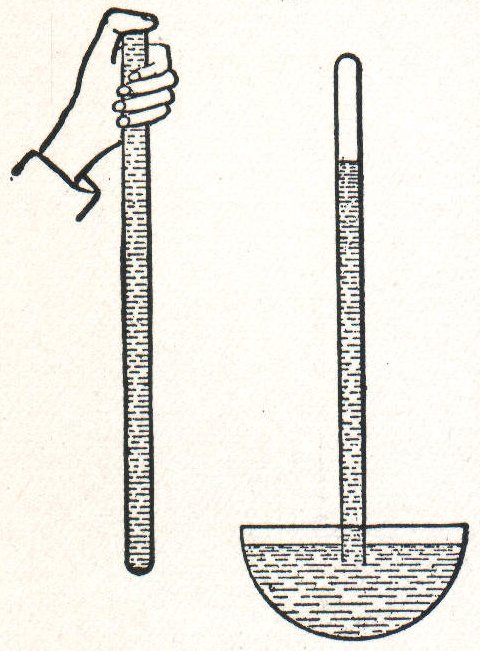
Experiment de Torricelli (principi del baròmetre)

El 1644 va publicar el seu treball sobre el moviment amb el nom d'Òpera geomètrica. La publicació, juntament amb aquesta obra, de diversos treballs sobre les propietats de les cicloides li va suposar una agra disputa amb Roberval, qui el va acusar de plagiar les seves solucions del problema de la quadratura de les cicloides. Encara que sembli no haver-hi dubtes que Torricelli va arribar al mateix resultat de forma independent, això no obstant, el debat sobre la primícia de la solució es va prolongar fins a la seva mort.
Entre els nous descobriments que va realitzar, es troba el principi que diu que si una sèrie de cossos estan connectats de tal manera que, a causa del seu moviment, el seu centre de gravetat no pot ascendir o descendir, llavors, els ja anomenats cossos estan en equilibri. Va descobrir, a més, que l'envoltant de totes les trajectòries parabòliques descrites pels projectils llançats des d'un punt amb la mateixa velocitat, però en direccions diferents, és un paraboloide de revolució. Ell mateix, va utilitzar i perfeccionar el mètode dels indivisibles de Cavalieri.
També va realitzar important millores en el telescopi i el microscopi, sent nombroses les lents fabricades i gravades amb el seu nom, tot fet per ell, que encara es conserven a Florència.

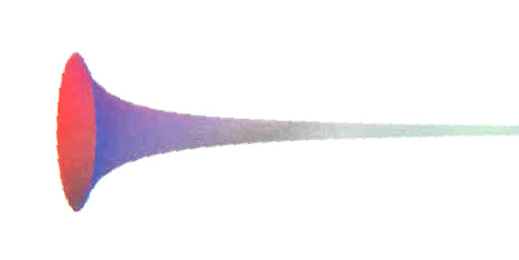
Banya de Gabriel o Trompeta de Torricelli.

Torricelli a més, és famós pel seu descobriment d'un sòlid infinitament llarg anomenat avui en dia com el corn o banya de Gabriel que es caracteritza per tenir una superfície infinita però que engloba un volum finit. Aquest descobriment va ser apreciat en aquella època com una paradoxa increïble, inclús pel mateix Torricelli, provocant una forta polèmica al voltant de la naturalesa de l'infinit i en la que va intervenir-hi el filòsof Thomas Hobbes.
Va patir una pleuritis, a conseqüència de la qual va morir a Florència a l'edat de trenta-nou anys.
Tot i que, en vida, només va publicar l'obra esmentada, Opera Geometrica, entre 1919 i 1945 els matemàtics italians Gino Loria i Giuseppe Vassura van editar, en quatre volums, el conjunt de les seves obres manuscrites que havien sobreviscut al pas del temps.